# Danh sách máy bay theo sức chứa chỗ ngồi
Đây là danh sách các máy bay dân dụng cỡ lớn với sức chứa ghế ngồi. Một số máy bay có thể chứa nhiều người hơn nếu một hãng hàng không quyết định số lượng hành khách thực trên máy bay.
Xem thêm Danh sách máy bay theo thể loại#Máy bay dân dụng.
| Máy bay                        | Sản xuất tại      | Số ghế ở 1 hạng | Tình trạng sản xuất                                         | Chuyến bay đầu tiên  |
| ------------------------------ | ----------------- | --------------- | ----------------------------------------------------------- | -------------------- |
| Antonov 2                      | Liên Xô           | 12 ghế          | không còn sản xuất                                          | 31 tháng 8 năm 1947  |
| Aérospatiale SN.601 Corvette   | Pháp              | 14 ghế          | không còn sản xuất                                          | 16 tháng 7 năm 1970  |
| Antonov 28 / PZL M-28          | Liên Xô · Ba Lan  | 17 ghế          | không còn sản xuất                                          | tháng 9 năm 1969     |
| Antonov 22                     | Liên Xô           | 29 ghế          | không còn sản xuất                                          | 27 tháng 2 năm 1965  |
| Antonov 26                     | Liên Xô           | 40 ghế          | không còn sản xuất                                          | 21 tháng 5 năm 1969  |
| Alenia G.222                   | Ý                 | 44 ghế          | không còn sản xuất                                          | 18 tháng 7 năm 1970  |
| Aérospatiale/Aeritalia ATR-42  | Châu Âu           | 50 ghế          | đang sản xuất                                               | 16 tháng 8 năm 1984  |
| Bombardier CRJ-100             | Canada            | 50 ghế          | không còn sản xuất                                          | 10 tháng 5 năm 1991  |
| Bombardier CRJ-200             | Canada            | 50 ghế          | đang sản xuất (CRJ200ER/LR)                                 |                      |
| Embraer 145 (Brazil)           | Brasil            | 50 ghế          | không còn sản xuất                                          | 11 tháng 8 năm 1995  |
| Embraer 145 (China)            | Trung Quốc        | 50 ghế          | đang sản xuất bởi Harbin Aircraft Manufacturing Corporation |                      |
| Antonov 24                     | Liên Xô           | 52 ghế          | không còn sản xuất                                          | 20 tháng 10 năm 1959 |
| Airspeed AS.57 Ambassador      | Anh Quốc          | 60 ghế          | không còn sản xuất                                          | 10 tháng 7 năm 1947  |
| Antonov 140                    | Ukraina           | 60 ghế          | đang sản xuất                                               | 17 tháng 9 năm 1997  |
| Antonov 225                    | Liên Xô           | 70 ghế          | không còn sản xuất                                          | 21 tháng 12 năm 1988 |
| Bombardier CRJ-700             | Canada            | 70 ghế          | đang sản xuất (CRJ701ER)                                    |                      |
| ACAC ARJ21-700                 | Trung Quốc        | 70-95 ghế       | tiền sản xuất                                               |                      |
| Mitsubishi MRJ70               | Nhật Bản          | 70-80 ghế       | tiền sản xuất                                               |                      |
| Aérospatiale/Aeritalia ATR-72  | Châu Âu           | 74 ghế          | đang sản xuất                                               | 27 tháng 10 năm 1988 |
| Sukhoi Superjet 100-75         | Nga               | 75 ghế          | tiền sản xuất                                               |                      |
| Embraer 170                    | Brasil            | 78 ghế          | đang sản xuất                                               | 19 tháng 2 năm 2002  |
| Embraer 175                    | Brasil            | 86 ghế          | đang sản xuất                                               |                      |
| Mitsubishi MRJ90               | Nhật Bản          | 86-96 ghế       | tiền sản xuất                                               |                      |
| Bombardier CRJ-900             | Canada            | 86 ghế          | đang sản xuất (CRJ705/900 ER/LR)                            |                      |
| Antonov 124                    | Liên Xô           | 88 ghế          | không còn sản xuất                                          | 26 tháng 12 năm 1982 |
| Douglas DC-9-10/20             | Hoa Kỳ            | 90 ghế          | không còn sản xuất                                          | 25 tháng 2 năm 1965  |
| Bombardier CRJ-1000            | Canada            | 100 ghế         | tiền sản xuất                                               |                      |
| ACAC ARJ21-900                 | Trung Quốc        | 95-105 ghế      | tiền sản xuất                                               |                      |
| Bombardier C-110               | Canada            | 95-125 ghế      | tiền sản xuất                                               |                      |
| Sukhoi Superjet 100-95         | Nga               | 95 ghế          | tiền sản xuất                                               |                      |
| Antonov 12                     | Liên Xô           | 100 ghế         | không còn sản xuất                                          | 16 tháng 12 năm 1956 |
| Embraer 190                    | Brasil            | 100 ghế         | đang sản xuất                                               | tháng 3 năm 2004     |
| Boeing 717-200                 | Hoa Kỳ            | 106 ghế         | không còn sản xuất                                          | tháng 9 năm 1998     |
| Boeing 737-500                 | Hoa Kỳ            | 108 ghế         | không còn sản xuất                                          | 30 tháng 6 năm 1989  |
| Antonov 10                     | Liên Xô           | 110 ghế         | không còn sản xuất                                          | 7 tháng 3 năm 1957   |
| Boeing 737-600                 | Hoa Kỳ            | 110 ghế         | đang sản xuất                                               | 22 tháng 1 năm 1998  |
| Boeing 707-120                 | Hoa Kỳ            | 110-179 ghế     | không còn sản xuất                                          | 20 tháng 12 năm 1957 |
| Douglas DC-9-30                | Hoa Kỳ            | 115 ghế         | không còn sản xuất                                          | tháng 8 năm 1966     |
| Boeing 737-100                 | Hoa Kỳ            | 115 ghế         | không còn sản xuất                                          | 09 tháng 8 năm 1967  |
| Boeing 737-200                 | Hoa Kỳ            | 115 ghế         | không còn sản xuất                                          | 08 tháng 8 năm 1967  |
| Airbus A.318                   | Châu Âu           | 117 ghế         | đang sản xuất                                               | 15 tháng 1 năm 2002  |
| Embraer 195                    | Brasil            | 118 ghế         | đang sản xuất                                               | tháng 2 năm 2002     |
| Bombardier C-130               | Canada            | 119-145 ghế     | tiền sản xuất                                               |                      |
| Douglas DC-9-40                | Hoa Kỳ            | 125 ghế         | không còn sản xuất                                          | tháng 11 năm 1967    |
| Boeing 737-700                 | Hoa Kỳ            | 126 ghế         | đang sản xuất                                               | 9 tháng 2 năm 1997   |
| Boeing 737-300                 | Hoa Kỳ            | 128 ghế         | không còn sản xuất                                          | 24 tháng 2 năm 1984  |
| McDonnell-Douglas MD-87        | Hoa Kỳ            | 130 ghế         | không còn sản xuất                                          |                      |
| Boeing 727-100                 | Hoa Kỳ            | 132 ghế         | không còn sản xuất                                          | 9 tháng 2 năm 1963   |
| Boeing 727-200                 | Hoa Kỳ            | 132 ghế         | không còn sản xuất                                          | tháng 7 năm 1967     |
| Douglas DC-9-50                | Hoa Kỳ            | 139 ghế         | không còn sản xuất                                          |                      |
| Boeing 707-320B                | Hoa Kỳ            | 141 ghế         | không còn sản xuất                                          |                      |
| Airbus A.319                   | Châu Âu           | 142 ghế         | đang sản xuất                                               | 25 tháng 8 năm 1995  |
| Boeing 737-400                 | Hoa Kỳ            | 148 ghế         | không còn sản xuất                                          | 19 tháng 2 năm 1988  |
| McDonnell-Douglas MD-90        | Hoa Kỳ            | 153 ghế         | không còn sản xuất                                          | 22 tháng 2 năm 1993  |
| McDonnell-Douglas MD-80 series | Hoa Kỳ            | 155 ghế         | không còn sản xuất                                          | 19 tháng 10 năm 1979 |
| Boeing 737-800                 | Hoa Kỳ            | 162 ghế         | đang sản xuất                                               | 31 tháng 7 năm 1997  |
| Boeing 737-900                 | Hoa Kỳ            | 177 ghế         | đang sản xuất                                               | tháng 9 năm 2000     |
| Boeing 757-200                 | Hoa Kỳ            | 178 ghế         | không còn sản xuất                                          | 19 tháng 2 năm 1982  |
| Airbus A.320                   | Châu Âu           | 179 ghế         | đang sản xuất                                               | 22 tháng 2 năm 1987  |
| Douglas DC-8-super60           | Hoa Kỳ            | 189 ghế         | không còn sản xuất                                          |                      |
| Douglas DC-8-super70           | Hoa Kỳ            | 189 ghế         | không còn sản xuất                                          |                      |
| Boeing 767-200                 | Hoa Kỳ            | 198 ghế         | không còn sản xuất                                          | 26 tháng 9 năm 1981  |
| Boeing 767-200ER               | Hoa Kỳ            | 198 ghế         | đang sản xuất                                               |                      |
| Boeing 737-900ER               | Hoa Kỳ            | 215 ghế         | đang sản xuất                                               |                      |
| Boeing 787-8                   | Hoa Kỳ            | 217 ghế         | tiền sản xuất                                               |                      |
| Airbus A.321                   | Liên minh châu Âu | 220 ghế         | đang sản xuất                                               | 11 tháng 3 năm 1993  |
| Douglas DC-8-60                | Hoa Kỳ            | 220 ghế         | không còn sản xuất                                          |                      |
| Douglas DC-8-70                | Hoa Kỳ            | 220 ghế         | không còn sản xuất                                          |                      |
| Boeing 757-300                 | Hoa Kỳ            | 228 ghế         | không còn sản xuất                                          | tháng 8 năm 1998     |
| Lockheed L-1011-500            | Hoa Kỳ            | 246 ghế         | không còn sản xuất                                          |                      |
| Lockheed L-1011-1              | Hoa Kỳ            | 256 ghế         | không còn sản xuất                                          | 15 tháng 10 năm 1970 |
| Boeing 787-9                   | Hoa Kỳ            | 257 ghế         | tiền sản xuất                                               |                      |
| Ilyushin Il-96-300             | Nga               | 262 ghế         | đang sản xuất                                               | 28 tháng 9 năm 1988  |
| Boeing 767-300                 | Hoa Kỳ            | 269 ghế         | không còn sản xuất                                          | 14 tháng 1 năm 1986  |
| Douglas DC-10                  | Hoa Kỳ            | 277 ghế         | không còn sản xuất                                          | 29 tháng 8 năm 1970  |
| Airbus A310                    | Châu Âu           | 280 ghế         | đang sản xuất                                               | 3 tháng 4 năm 1982   |
| Boeing 787-3                   | Hoa Kỳ            | 289 ghế         | tiền sản xuất                                               |                      |
| McDonnell Douglas MD-11        | Hoa Kỳ            | 293-410 ghế     | không còn sản xuất                                          | 10 tháng 1 năm 1990  |
| Boeing 767-400ER               | Hoa Kỳ            | 304 ghế         | sẽ kết thúc sản xuất sớm                                    |                      |
| Boeing 747SP                   | Hoa Kỳ            | 306 ghế         | không còn sản xuất                                          |                      |
| Boeing 777-200LR               | Hoa Kỳ            | 303-550 ghế     | đang sản xuất                                               | 8 tháng 3 năm 2005.  |
| Boeing 777-200                 | Hoa Kỳ            | 305-440 ghế     | đang sản xuất                                               | 12 tháng 6 năm 1994  |
| Boeing 777-200ER               | Hoa Kỳ            | 305-550 ghế     | đang sản xuất                                               | tháng 10 năm 1997    |
| Boeing 777-300ER               | Hoa Kỳ            | 365-550 ghế     | đang sản xuất                                               | 24 tháng 2 năm 2003  |
| Airbus A300                    | Châu Âu           | 375 ghế         | đang sản xuất                                               | 28 tháng 10 năm 1972 |
| Boeing 777-300                 | Hoa Kỳ            | 394-550 ghế     | đang sản xuất                                               |                      |
| Boeing 747-400                 | Hoa Kỳ            | 89.590ghế       | đang sản xuất                                               | tháng 4 năm 1988     |
| Airbus A340                    | Châu Âu           | 440 ghế         | đang sản xuất                                               | 25 tháng 10 năm 1991 |
| Airbus A330                    | Châu Âu           | 440 ghế         | đang sản xuất                                               | 11 tháng 2 năm 1992  |
| Boeing 747-8                   | Hoa Kỳ            | 450-660+ ghế    | tiền sản xuất                                               |                      |
| Boeing 747-100                 | Hoa Kỳ            | 452-555 ghế     | không còn sản xuất                                          | 9 tháng 2 năm 1969   |
| Boeing 747-200B                | Hoa Kỳ            | 89 ghế          | không còn sản xuất                                          | tháng 10 năm 1970    |
| Boeing 747-300                 | Hoa Kỳ            | 470-624 ghế     | không còn sản xuất                                          | 5 tháng 10 năm 1982  |
| Airbus A380                    | Châu Âu           | 500 ghế         | không còn sản xuất                                          | 27 tháng 4 năm 2005  |
| Boeing 747-200                 | Hoa Kỳ            | 452-555 ghế     | không còn sản xuất                                          | Tháng 10 năm 1970    |

- A300-600/R/F và A310-200/300 hiện đang sản xuất vào 01/2007. Dù không có những mô hình chở khách nào được đặt hàng hiện nay, việc giao hàng máy bay vẫn đang được xem xét.
  - Airbus đề xuất A310MRTT đa chức năng bên cạnh A330MRTT
  - A300-608ST thường được biết đến như "Beluga" được sử dụng thử nghiệm bởi Airbus Industrie để chuyên chở những phần máy bay chỉ là một Airbus A300-600 cải tiến.

Ngoài ra cũng có 747-400ER, một phương án mở rộng của 747-400, tuy thế sẽ được chuyển giao (và một số sửa đổi từ những chiếc chở khách trước đây) và thậm chí cả những máy bay chở hàng gọi là 747-400ERF.